# Olympische Jugend-Winterspiele 2020/Teilnehmer (Turkmenistan)
| Gelbes Symbol für Goldmedaillen mit stilisierten Olympischen Ringen | Graues Symbol für Silbermedaillen mit stilisierten Olympischen Ringen | Braundes Symbol für Bronzemedaillen mit stilisierten Olympischen Ringen |
| ------------------------------------------------------------------- | --------------------------------------------------------------------- | ----------------------------------------------------------------------- |
| —                                                                   | —                                                                     | —                                                                       |

Turkmenistan nahm an den Olympischen Jugend-Winterspielen 2020 in Lausanne mit einem Athleten im Eishockey teil.

## Teilnehmer nach Sportarten

### Eishockey
| Mannschaft  | Athleten | Vorrunde       | Vorrunde | Halbfinale    | Halbfinale    | Finale/Spiel um Bronze | Finale/Spiel um Bronze | Rang |
| Mannschaft  | Athleten | Gegner         | Ergebnis | Gegner        | Ergebnis      | Gegner                 | Ergebnis               | Rang |
| ----------- | --- | -------------- | -------- | ------------- | ------------- | ---------------------- | ---------------------- | ---- |
| Jungen      | |                |          |               |               |                        |                        |      |
| _ Team Grau | Thawab Al-Subaey Alejandro Resendiz Nowruz Baýhanow Gosei Daikuhara Timofei Katkow Pablo Mata Sohn Hyun Patrik Melicher Jan Billa Nino Tomow Boldizsár Szalay Lukas Svedin Alexei Baidek | _ Team Blau    | 9:8      | ausgeschieden | ausgeschieden | ausgeschieden          | ausgeschieden          | 5    |
| _ Team Grau | Thawab Al-Subaey Alejandro Resendiz Nowruz Baýhanow Gosei Daikuhara Timofei Katkow Pablo Mata Sohn Hyun Patrik Melicher Jan Billa Nino Tomow Boldizsár Szalay Lukas Svedin Alexei Baidek | _ Team Gelb    | 11:8     | ausgeschieden | ausgeschieden | ausgeschieden          | ausgeschieden          | 5    |
| _ Team Grau | Thawab Al-Subaey Alejandro Resendiz Nowruz Baýhanow Gosei Daikuhara Timofei Katkow Pablo Mata Sohn Hyun Patrik Melicher Jan Billa Nino Tomow Boldizsár Szalay Lukas Svedin Alexei Baidek | _ Team Braun   | 6:16     | ausgeschieden | ausgeschieden | ausgeschieden          | ausgeschieden          | 5    |
| _ Team Grau | Thawab Al-Subaey Alejandro Resendiz Nowruz Baýhanow Gosei Daikuhara Timofei Katkow Pablo Mata Sohn Hyun Patrik Melicher Jan Billa Nino Tomow Boldizsár Szalay Lukas Svedin Alexei Baidek | _ Team Rot     | 13:9     | ausgeschieden | ausgeschieden | ausgeschieden          | ausgeschieden          | 5    |
| _ Team Grau | Thawab Al-Subaey Alejandro Resendiz Nowruz Baýhanow Gosei Daikuhara Timofei Katkow Pablo Mata Sohn Hyun Patrik Melicher Jan Billa Nino Tomow Boldizsár Szalay Lukas Svedin Alexei Baidek | _ Team Grün    | 6:14     | ausgeschieden | ausgeschieden | ausgeschieden          | ausgeschieden          | 5    |
| _ Team Grau | Thawab Al-Subaey Alejandro Resendiz Nowruz Baýhanow Gosei Daikuhara Timofei Katkow Pablo Mata Sohn Hyun Patrik Melicher Jan Billa Nino Tomow Boldizsár Szalay Lukas Svedin Alexei Baidek | _ Team Schwarz | 8:16     | ausgeschieden | ausgeschieden | ausgeschieden          | ausgeschieden          | 5    |
| _ Team Grau | Thawab Al-Subaey Alejandro Resendiz Nowruz Baýhanow Gosei Daikuhara Timofei Katkow Pablo Mata Sohn Hyun Patrik Melicher Jan Billa Nino Tomow Boldizsár Szalay Lukas Svedin Alexei Baidek | _ Team Orange  | 5:2      | ausgeschieden | ausgeschieden | ausgeschieden          | ausgeschieden          | 5    |